# Stonogobiops
Stonogobiops là một chi của Họ Cá bống trắng.

## Các loài
Chi này hiện hành có các loài sau đây được ghi nhận:
- Stonogobiops dracula Polunin & Lubbock, 1977 (Dracula shrimp-goby)
- Stonogobiops larsonae (G. R. Allen, 1999) (Larson's shrimpgoby)
- Stonogobiops medon Hoese & J. E. Randall, 1982
- Stonogobiops nematodes Hoese & J. E. Randall, 1982 (Filament-finned prawn-goby)
- Stonogobiops pentafasciata Iwata & Hirata, 1994
- Stonogobiops xanthorhinica Hoese & J. E. Randall, 1982 (Yellownose prawn-goby)
- Stonogobiops yasha Yoshino & Shimada, 2001